# Malaltia cardiovascular
Les malalties cardiovasculars són totes aquelles malalties que afecten el cor (cardíaques) o els vasos sanguinis (artèries i venes).
Cada any causen més de 12.000.000 de morts a tot al món (és llavors, la causa de mort principal a gran part del món). Les més freqüents són: hipertensió arterial, arterioesclerosi, cardiopatia isquèmica (angina de pit i infart de miocardi) i accident cerebrovascular o ictus.

## Factors de risc
Hi ha molts factors de risc per a malalties del cor: edat, sexe, consum de tabac, inactivitat física, consum excessiu d'alcohol, dieta poc saludable, obesitat, predisposició genètica i antecedents familiars de malalties cardiovasculars, augment de la pressió arterial (hipertensió), augment del sucre en la sang (diabetis mellitus), augment del colesterol a la sang (hiperlipèmia), malaltia celíaca no diagnosticada, factors psicosocials, pobresa i baix nivell educatiu i contaminació atmosfèrica. Tot i que la contribució individual de cada factor de risc varia entre diferents comunitats o grups ètnics, la contribució global d'aquests factors de risc és molt coherent. Alguns d'aquests factors de risc, com ara l'edat, el sexe o la història familiar/predisposició genètica, són immutables; no obstant això, molts factors importants de risc cardiovascular es poden modificar pel canvi d'estil de vida, el canvi social, el tractament farmacològic (per exemple, la prevenció de la hipertensió, la hiperlipidèmia i la diabetis). Les persones amb obesitat tenen un major risc d'ateroesclerosi de les artèries coronàries.

## Tipus

### Vasculars
- Malaltia de les artèries coronàries
- Malaltia cerebrovascular
- Malaltia arterial perifèrica
- Aneurisma aòrtic

### Cardíaques
- Cardiomiopaties
- Cardiopatia hipertensiva
- Insuficiència cardíaca
- Arrítmies: fibril·lació auricular
- Malalties cardíaques congènites
- Valvulopaties
- Malalties inflamatòries del cor: endocarditis, miocarditis

## Prevenció
Actualment les mesures per prevenir les malalties cardiovasculars inclouen:
- Una dieta baixa en greixos, i alta en fibra incloent grana sencera i fruites i verdures.[9][10] Cinc porcions al dia redueix el risc en un 25%.[11]
- Evitar el consum excessiu de productes que contenen molts greixos trans, com per exemple aliments ultraprocessats.
- Deixar de fumar i evitar ser un fumador passiu.[9]
- Limitar el consum d'alcohol als límits diaris recomanats;[9] el consum d'1-2 UBE (unitats de beguda estàndard) per dia pot reduir el risc en un 30%.[12][13] Així, el consum excessiu d'alcohol augmenta el risc de malaltia cardiovascular.[14]
- Pressions sanguínies més baixes, si estan elevades.
- Disminuir el greix corporal en cas de sobrepès o obesitat.[15]
- Augmentar l'activitat diària a 30 minuts d'exercici vigorós per dia almenys cinc vegades per setmana;[9]
- Reduir el consum de sucre.
- Disminuir l'estrès psicosocial.[16] Aquesta mesura pot ser complicada per les definicions imprecises del que constitueixen les intervencions psicosocials.[17] La isquèmia miocardíaca induïda per l'estrès mental s'associa amb un major risc de problemes cardíacs en els pacients amb malaltia cardíaca prèvia.[18] Un estrès emocional i físic severs duen a una forma de disfunció cardíaca coneguda com a síndrome de takotsubo en algunes persones.[19] L'estrès, però, té un paper relativament menor en la hipertensió.[20] Les teràpies específiques de relaxació tenen un benefici clar.[21][22]
- S'ha relacionat el consum de natto, un aliment japonès, amb una reducció de la mortalitat degut a l'enzim nattokinasa present en l'aliment.[23]

Per als adults sense diagnòstic conegut d'hipertensió, diabetis, hiperlipidèmia, o malaltia cardiovascular, l'assessorament rutinari per tal de millorar la seva dieta i augmentar la seva activitat física no s'ha trobat que modifiqui significativament els seus hàbits i, per tant, no es recomana. No és clar si la cura dental en les persones que tinguin periodontitis afecti el risc de malaltia cardiovascular. El benefici de l'exercici en els que tenen alt risc de malalties del cor encara no ha estat ben estudiat (a data de 2014).

## Epidemiologia
Les malalties cardiovasculars són la principal causa de mort a tot el món, excepte a Àfrica. En conjunt, les ECV van provocar 17,9 milions de morts (32,1%) el 2015, enfront de 12,3 milions (25,8%) el 1990. Les morts per ECV són més comunes i han anat en augment en gran part dels països amb ingressos baixos i mitjans, mentre que les taxes han disminuït en la major part dels països desenvolupats des de la dècada de 1970. La malaltia de les artèries coronàries i els ictus representen el 80% de les morts per ECV en els homes i el 75% de les morts per ECV en les dones, sent la majoria persones en edat adulta. L'edat mitjana de mort per malaltia de les artèries coronàries als països desenvolupats és al voltant de 80 anys, mentre que en el món en desenvolupament és al voltant de 68 anys. El diagnòstic de la malaltia sol ocórrer de set a deu anys abans en els homes que en les dones.
S'estima que el 60% de l'impacte de les malalties cardiovasculars a nivell mundial es dona a l'Índia, a pesar que només representa el 20% de la població mundial. Això pot ser degut a una combinació de predisposició genètica i factors ambientals. Organitzacions com la Indian Heart Association o la Federació Mundial del Cor treballen per a conscienciar sobre aquests temes. Als Estats Units, el 11 % de les persones entre 20 i 40 tenen algun tipus de malaltia cardiovascular, mentre que el 37% entre 40 i 60, el 71 % de les persones entre 60 i 80 i el 85 % de les persones majors de 80 tenen ECV.